# Rune Gustafsson
Rune Urban Gustafsson (25. srpna 1933 Göteborg, Švédsko – 15. června 2012 Stockholm, Švédsko) byl švédský jazzový kytarista a hudební skladatel. V padesátých letech se přestěhoval do Stockholmu, kde spolupracoval s Putte Wickmanem a Arne Domnérusem. Je autorem hudby k filmům Mannen som slutade röka (1972), Släpp fångarne loss, det är vår! (1975), Söndagsbarn (1992) a dalším.